# سالی هیفران
سارا فرانسیسکا (هیفران) موگابه (انگلیسی: Sarah Francesca (Hayfron) Mugabe؛ ۶ ژوئن ۱۹۳۱ – ۲۷ ژانویهٔ ۱۹۹۲) که با نام سالی موگابه (انگلیسی: Sally Mugabe) شهرت دارد؛ همسر اول رابرت موگابه (رئیس‌جمهور زیمبابوه) و بانوی اول زیمبابوه از ۱۹۸۷ میلادی تا هنگام مرگش در ۱۹۹۲ میلادی بود. وی اهل غنا بود. مردم زیمبابوه از او با عنوان آمای (Amai) به معنای مادر، یاد می‌کنند.
او در ساحل طلا (امروزه غنا) به دنیا آمد. سالی هیفران با رابرت موگابه که هر دو در ساحل طلا معلم بودند، آشنا شد. سپس همراه او به رودزیای جنوبی رفت. این دو در آوریل ۱۹۶۱ در سالیسبوری با هم ازدواج کردند.
پسر اول، نامودزنیاکا، در ۳ سالگی بر اثر ابتلا به مالاریا در غنا درگذشت. موگابه در آن زمان در زندان دولت رودزیا (نام سابق زیمبابوه) بود و به او اجازه داده نشد برای خاک‌سپاری فرزندش به آکرا، پایتخت غنا برود و در کنار همسرش، سالی، حضور داشته باشد.
سالی هیفران در ۲۷ ژانویه ۱۹۹۲ بر اثر نارسایی کلیه درگذشت و در هراره خاک‌سپاری شد.